# Rodzina Marii z Ołpin
Rodzina Marii z Ołpin – późnogotycki obraz namalowany około 1510–1515 przez anonimowego twórcę. Niektórzy badacze łączą to dzieło z działającym w Małopolsce Mistrzem Rodziny Marii, któremu przypisuje się ponadto kilkanaście innych dzieł z tego regionu. Prawdopodobnie obraz pierwotnie znajdował się w kościele farnym Bożego Ciała w Bieczu. W nieznanym czasie trafił do kościoła w Ołpinach (powiat tarnowski, województwo małopolskie), stąd nazwa dzieła. Obecnie prezentowany jest w pałacu biskupa Erazma Ciołka, który jest częścią Muzeum Narodowego w Krakowie. Cenny przykład gotyckiego malarstwa tablicowego w Małopolsce. 

## Opis i analiza
Tematem liczącego 158 x 129 cm namalowanego techniką tempery na desce obrazu jest Rodzina Marii. W centralnej części dzieła ukazany jest Dzieciątko Jezus w towarzystwie Marii, która trzyma na kolanach otwartą księgę i podaje prawą rękę Synowi. Dzieciątko stoi na kolanach św. Anny, matki Marii i kieruje wzrok na księgę. Za Jezusem widoczny jest święty Józef. Na pierwszym planie ukazane zostały dwie siostry Marii z dziećmi – Maria Kleofasowa z czwórką synów (Jakub Młodszy, Józef Sprawiedliwy, Szymon i Juda Tadeusz) oraz Maria Salome z Jakubem Starszym i Janem Ewangelistą. Za postacią świętej Anny ukazani są Alfeusz (Kleofas), Esmeria (siostra św. Anny i matka Elżbiety), Memelia (wraz z młodym świętym Serwacym z Maastricht, Salomas (ojciec Marii Salome) oraz Joachim (mąż Anny i ojciec Matki Bożej). Po prawej stronie za Matką Boską wyróżnia się Święta Elżbieta, która trzyma w rękach małego Jana Chrzciciela, obok niej widoczni są Zachariasz (mąż św. Elżbiety i syn Esmerii) i Zebedeusz (mąż Marii Salome). Każda postać jest zidentyfikowana dzięki inskrypcjom na dynamicznie wijących się banderolach. Postaci zostały namalowane z dbałością o indywidualne cechy fizjonomiczne i mimikę. Dużą skrupulatność zachował artysta malując poszczególne elementy kostiumów, fryzury, itp. Kolorystyka obrazu oscyluje wokół ciemnych odcieni czerwieni, zgaszonych zieleni, które harmonizują z bielą turbanów, chust, welonów i złotym tłem, na którym rysują się bogate ornamenty roślinne.  
Pracownia tego nieznanego z imienia malarza krakowskiego czynna była w 1. ćw. XVI w. Istnieją wzmianki o niejakim Joachimie Libnau, notowanym w latach 1496–1526, czy Mistrzu Wincentym, który w latach 1501–1523 ośmiokrotnie piastował godność starszego cechu malarzy, jednakże nic nie wiadomo o ich dziełach, tym bardziej o obrazie z Rodziną Marii, który zawiera szereg cech wspólnych z innymi dziełami (m.in. sposób kształtowania draperii z dekoracyjnymi układami pasm tkaniny i dynamicznymi fałdami rozwianych płaszczy). Ponadto dostrzegane są podobieństwa w stylizacji fryzur włosów i układów bród. Dzieła Mistrza Rodziny Marii poświadczają znajomość malarstwa zachodnioeuropejskiego m.in. dzieł Mistrza Goździków z Berna (niem. Berner Nelkenmeister), Martina Schongauera, Hansa Schäufeleina oraz twórczości Wita Stwosza. Mistrz Rodziny Marii specjalizował się w tematach Zaśnięcia i Rodziny Marii oraz w Świętych Rozmowach. 
W historyczno-artystycznej literaturze znanych jest kilku anonimowych artystów nazywanych Mistrzem Rodziny Marii i działających w okresie gotyku. Dwóch z nich związanych jest z Kolonią – Mistrz Rodziny Marii Starszy (działał w latach 1410–1440) oraz Mistrz Rodziny Marii Młodszy (malował na początku XVI w.). Trzecim jest Mistrz Rodziny Marii, autor obrazu z Ołpin.